# Guerra del condado de Lincoln
La Guerra del Condado de Lincoln fue un conflicto entre facciones rivales en el 18 de febrero de 1878 en el territorio de Nuevo México. La pelea se hizo famosa debido a la participación de Billy el Niño. Otras figuras notables incluyeron a William Brady, al ranchero de ganado John Chisum, al abogado y hombre de negocios Alexander McSween, a James Dolan y a Lawrence Murphy.
El conflicto estuvo marcado por asesinatos de venganza, culminándose en la batalla de Lincoln, un tiroteo que duró cinco días, donde murió McSween. Después Pat Garrett fue nombrado sheriff del condado en 1880 y dio caza a Billy the Kid, matando a otros dos reguladores en el proceso.

## Guerra
En noviembre de 1876, un rico inglés llamado John Tunstall llegó al condado de Lincoln, Nuevo México, donde planeaba desarrollar un rancho, una tienda y un banco de ganado en colaboración con el joven abogado Alexander McSween y el ganadero John Chisum. En esa época el condado de Lincoln estaba controlado económica y políticamente por Lawrence Murphy y James Dolan, los propietarios de LG Murphy y Co., más tarde James J. Dolan y Co., la única tienda en el condado.

## Cultura actual
La guerra fue llevada al cine en películas de Hollywood, como por ejemplo la película de Sam Peckinpah Pat Garrett and Billy the Kid, The Left Handed Gun (1958), Chisum (1970), donde apareció John Wayne, y Young Guns (1988).